# Salem (Ontário)
Salem é uma cidade do condado de Wellington, Ontário no Canadá.